# Bo Asplund
Bo Asplund, född 23 december 1950, död 10 mars 2024, var en svensk diplomat. Han var Förenta nationernas generalsekreterares biträdande särskilda representant för Afghanistan, FN:s invånarkoordinator och den humanitära samordnaren i Afghanistan. Han utsågs till tjänsten av FN:s generalsekreterare Ban Ki-moon i augusti 2007.
Asplund hade en masterexamen i internationell ekonomi från Columbia University och en filosofie kandidatexamen i ekonomi, statskunskap och statistik från Lunds universitet.
Han inledde sin karriär vid utrikesdepartementet i Stockholm och var stationerad i Chile innan han blev stationerad vid Förenta nationerna där han hade flera befattningar inom FN:s utvecklingsprogram innan han blev särskild representant för Afghanistan.
Bo Asplund var barnbarn till Gunnar Asplund. Auktionen av Bo Asplunds kvarlåtenskap med möbler med mera av Gunnar Asplund blev mycket uppmärksammad.